# Sierra Leone Mountain Railway

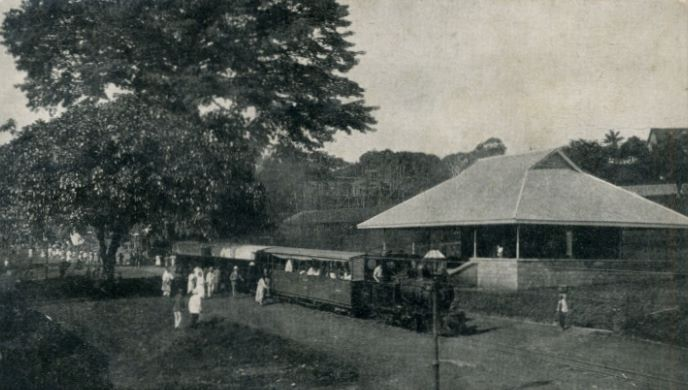
Historischer Bahnhof Cotton Tree in Freetown; heute das Nationalmuseum von Sierra Leone (1900er/1910er)

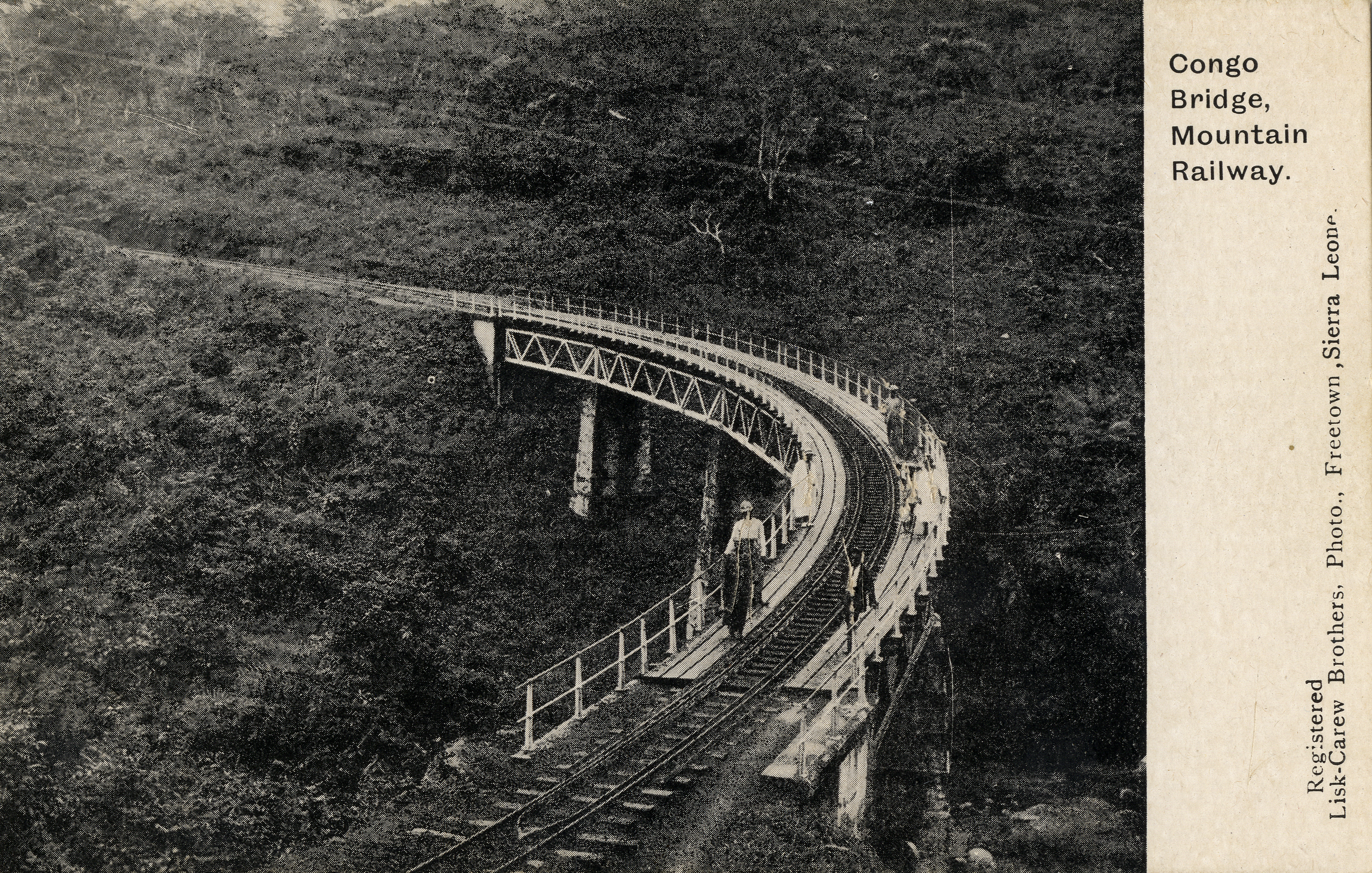
Congo Bridge der Mountain Railway (1910er)

Sierra Leone Mountain Railway (SLMR) war von 1903 bis 1929, als Teil der Sierra Leone Government Railway, unabhängiger Betreiber eines Stadteisenbahnnetzes in Freetown, der Hauptstadt des westafrikanischen Sierra Leone.
Das 5,5 Meilen lange Schienennetz (Mountain Railway) führte vom Cotton Tree im Zentrum Freetowns zur Hill Station im gleichnamigen Stadtteil. Die Strecke diente vor allem reichen Bewohnern als Transportmittel von ihren bevorzugten Wohnlagen in die Stadt.
Die Bahnstrecke wurde 1929 eingestellt, da sich Kraftfahrzeuge als schnellere und einfachere Transportmöglichkeit herausgestellt hatten.